# アルパイ

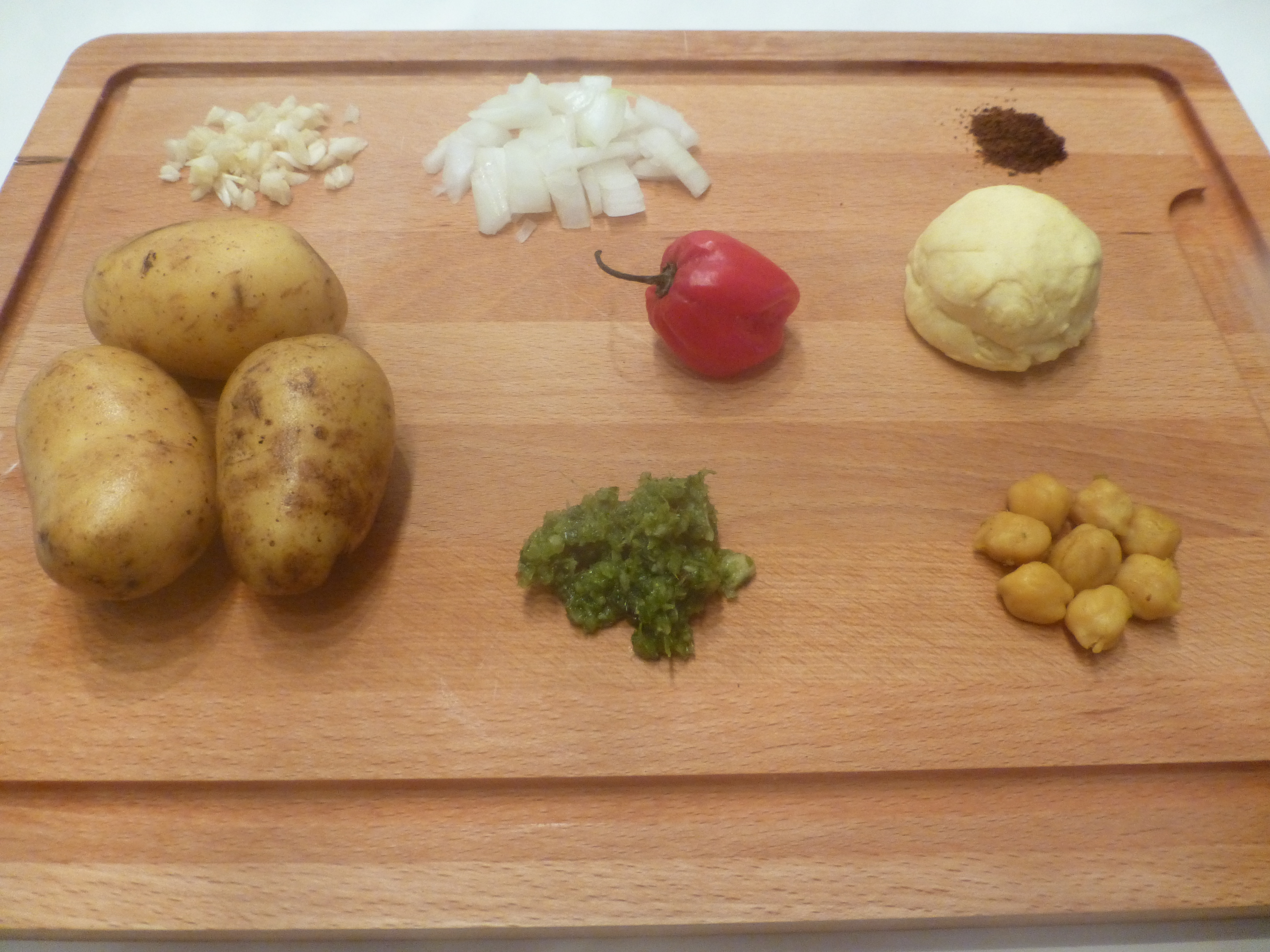
Ingredients

アルパイ(Aloo pie)は、トリニダード・トバゴが発祥のカリブ海地域のファストフード。

## 概要
アルパイは、味付けしたマッシュポテトを詰めたペイストリーを揚げたものである。そのため、サモサに近いが、長さ10-15cmとかなり大きいうえ三角形ではなく、カルツォーネに似る。生地は、小麦粉、水、食塩、ベーキングパウダーと、必要であれば色付けにサフランを加える。マッシュポテトには、食塩、コショウ、タマネギ、クミン、ニンニクで味付けし、グリーンシーズニングやオオバコエンドロを用いることもある。通常、提供前に切り開き、ヒヨコマメかグリーンピースのカレーを乗せ、タマリンドかマンゴーのチャツネ、オオバコエンドロ、ペッパーソースをかける。
Alooはヒンディー語で、ジャガイモを意味する。トリニダードは、1797年から1962年までイギリスの植民地だったため、英語が話されている。トリニダードにおける奴隷制廃止後の1845年から、プランテーションのための安い労働力として多くのインド人が雇用され、野菜やジャガイモが入ったカレーを広めた。このパイはスナックバーで販売されるが、パン屋やカフェテリアでも売られている。また、似たような器具で作ることができるダブルスとともに、露天商により路上でも販売されている。